# Dobec
Dobec este o localitate din comuna Cerknica, Slovenia, cu o populație de 65 de locuitori.